# Mario Upegui Hurtado
Mario Upegui Hurtado (Montenegro, Quindío, 19 de julio de 1938-Granada, Meta, 4 de abril de 2012) fue un dirigente político colombiano, uno de los fundadores y líderes de la Central Nacional Provivienda y concejal de Bogotá entre 1974 y 2003.

## Biografía
Hijo de Roberto Upegui y Angela Hurtado campesinos humildes y trabajadores, nació el 19 de julio de 1938 en Montenegro (Quindío). Cuando comenzó a destacarse como activista social, Camilo Torres Restrepo le enseñó a leer.

### Dirigente social
En 1961 Upegui y otros dirigentes sociales fundaron la Central Nacional Provivienda (Cenaprov) para organizar a las personas sin vivienda, que actualmente agrupa 200 barrios.
El 8 de abril de 1966, a partir de los hechos suscitados en el barrio Policarpa Salavarrieta de Bogotá, se perfiló como líder por la reivindicación de la lucha por el derecho a la vivienda y la vida digna. Una de las cosas que más le preocupaba, era el hecho de la inequitativa tenencia de la tierra urbana. Para él, una casa era el comienzo de una vida digna y la puerta de entrada a una sociedad de derechos, era parte de ese mínimo vital que requiere una familia para poder cimentar su hogar y ser parte de una sociedad constructiva. Esto fue lo que lo motivó a apoyar múltiples invasiones a lo largo y ancho del país a través de la Central Nacional –Provivienda-, que conformó barrios como el Juan XXIII, Bravo Páez, Nuevo Chile, Quindío, Salvador Allende o El Porvenir.
Estas luchas le llevaron a estar encarcelado en más de tres ocasiones, en algunas de estas fue torturado. 

### Carrera Política
Ingresó al Partido Comunista Colombiano en 1962, donde ocupó cargos en la dirección de Bogotá y del Comité Central. Se unió a las filas de la Unión Patriótica desde el año 84, año de su fundación, donde reiteradamente hizo parte de su dirección nacional hasta 1999, cuando se realizó el último Congreso y fue elegido presidente nacional de la UP, cargo que desempeñó hasta el último día de su vida.
En el año 1974, fue elegido por primera vez para una curul en el Concejo de Bogotá, institución a la que perteneció hasta el año 2003. Esta curul como Concejal le permitió liderar y apoyar múltiples proyectos, pero también debatió los temas que consideraba que afectaban a la comunidad, defendió gremios como los maestros, vendedores ambulantes, estudiantes, trabajadores públicos, sindicatos, desplazados e intervino sobre temas como la salud, la educación, los servicios públicos, el derecho al trabajo y por supuesto a la vivienda.
Durante la administración de Lucho Garzón, fue nombrado Alcalde Local de la Localidad de Sumapaz, localidad 20 de Bogotá, en la cual está uno de los páramos más grandes del mundo, reserva hídrica y ecológica de la capital, de la nación y la humanidad. 
Debido a afecciones de salud que le aquejaban, disminuyó su actividad pública, concentrándose en su cargo como presidente de la Unión Patriótica. En compañía de la ONG Reiniciar, siguió impulsando la demanda por el genocidio contra la UP, entablada contra el Estado colombiano ante la Corte Interamericana de Derechos Humanos de la OEA, para lograr una reparación integral a todas las víctimas y la recuperación de la personería jurídica de ese partido.
La Universidad Cooperativa de Colombia le otorgó a finales del año 2008 un reconocimiento "Honoris Causa de la Facultad de Sociología" como mérito a su trabajo y lucha social por el bien de las clases necesitadas y por haber aportado grandes esfuerzos a la solución de problemas de dichas clases enfrentaban.

## Muerte
Falleció en Granada (Meta) el 4 de abril de 2012.